# Elisabeth Lutyens
Agnes Elisabeth Lutyens (Londra, 9 luglio 1906 – Londra, 14 aprile 1983) è stata una compositrice britannica.

## Biografia
Figlia di Lady Emily Bulwer ed Edwin Lutyens, nonché sorella maggiore di Mary Lutyens, Agnes Elisabeth Lutyens nacque a Londra nel 1906. Nel 1922 cominciò a studiare musica all'École Normale de Musique de Paris, perfezionandosi poi con John Foulds e al Royal College of Music con Harold Drake dal 1926 al 1930.
Nel 1933 sposò il baritono Ian Glennie, da cue ebbe due figlie e un figlio; il matrimonio fu infelice e si concluse con il divorzio nel 1940. Nel 1941 ebbe un figlio dal compositore Edward Clark, che sposò l'anno successivo; rimase nuovamente incinta nel 1946, ma il marito e la madre la convinsero ad abortire. Due anni più tardi ebbe un crollo nervoso che la portò a trascorrere alcuni mesi in un ospedale psichiatrico.
Rimasta vedova nel 1962, morì ad Hampstead nel 1983 all'età di 76 anni.

## Carriera
Le sue prime composizioni notevoli ad essere rappresentate furono The Pit e Three Symphonic Preludes, portate al debutto all'International Society for Contemporary Music Festival a Londra nel 1946. L'anno dopo ottenne il successo con una cantata in cui musicava Ô saisons, Ô châteaux di Arthur Rimbaud e con cui introduceva la musica dodecafonica nel Regno Unito. Negli anni quaranta e cinquanta godette di un rapporto privilegiato con la BBC (il marito Edward Clark dirigeva la loro orchestra), che trasmise le esecuzioni di numerose sue composizioni, oltre a commissionarle musiche di scena e altre opere originali. 
Nel 1948 divenne la prima donna britannica a firmare una colonna sonora per il cinema, quando scrisse la partitura di Penny and the Pownall Case (1948); dagli anni sessanta strinse un proficuo sodalizio con l'Amicus Productions, che le commissionò innumerevoli colonne sonore. Nonostante l'indigenza, l'alcolismo e i numerosi problemi di salute fisica e mentale, fu autrice di oltre centotrenta composizioni, che spaziavano dai quartetti d'archi al balletto, dalle sinfonie ai concerti, dall'opera lirica alla musica da camera.

## Filmografia (parziale)
- Penny and the Pownall Case, regia di Slim Hand (1948)
- The Boy Kumasenu, regia di Sean Graham (1952)
- Corruzione a Jamestown (Never Take Sweets from a Stranger), regia di Cyril Frankel (1960)
- Il rifugio dei dannati (Paranoiac), regia di Freddie Francis (1964)
- Le cinque chiavi del terrore (Dr. Terror's House of Horrors), regia di Freddie Francis (1965)
- Il teschio maledetto (The Skull), regia di Freddie Francis (1965)
- La bambola di cera (The Psychopath), regia di Freddie Francis (1966)
- Il teatro della morte (Theatre of Death ), regia di Samuel Gallu (1967)

## Ascendenza
|                                         |                                       |                             | Genitori                             |  |  | Nonni |  |  | Bisnonni        |  |  | Trisnonni        |  |
|                                         |                                       |                             |                                      |  |  |       |  |  | Charles Lutyens |  |  | Nicholas Lutyens |  |
|                                         |                                       |                             |                                      |  |  |       |  |  | Charles Lutyens |  |  | Nicholas Lutyens |  |
|                                         |                                       | Mary Mesman                 |                                      |  |  |       |  |  | Charles Lutyens |  |  |                  |  |
| Charles Augustus Henry Lutyens          |                                       |                             |                                      |  |  |       |  |  | Charles Lutyens |  |  |                  |  |
|                                         |                                       | Frances Jane Fludger        | James Fludger                        |  |  |       |  |  |                 |  |  |                  |  |
|                                         |                                       | Frances Jane Fludger        | James Fludger                        |  |  |       |  |  |                 |  |  |                  |  |
|                                         |                                       | Frances Jane Fludger        | …                                    |  |  |       |  |  |                 |  |  |                  |  |
| Edwin Lutyens                           |                                       | Frances Jane Fludger        |                                      |  |  |       |  |  |                 |  |  |                  |  |
|                                         |                                       | John Gallwey                | …                                    |  |  |       |  |  |                 |  |  |                  |  |
|                                         |                                       | John Gallwey                | …                                    |  |  |       |  |  |                 |  |  |                  |  |
|                                         |                                       | John Gallwey                | …                                    |  |  |       |  |  |                 |  |  |                  |  |
| Mary Theresa Gallwey                    |                                       | John Gallwey                |                                      |  |  |       |  |  |                 |  |  |                  |  |
|                                         |                                       | Bridget Ellen Blood         | Neptune Blood                        |  |  |       |  |  |                 |  |  |                  |  |
|                                         |                                       | Bridget Ellen Blood         | Neptune Blood                        |  |  |       |  |  |                 |  |  |                  |  |
|                                         |                                       | Bridget Ellen Blood         | Ellen Blake                          |  |  |       |  |  |                 |  |  |                  |  |
| Elisabeth Lutyens                       |                                       | Bridget Ellen Blood         |                                      |  |  |       |  |  |                 |  |  |                  |  |
|                                         | Edward Bulwer-Lytton, I barone Lytton | William Earle Bulwer        |                                      |  |  |       |  |  |                 |  |  |                  |  |
|                                         | Edward Bulwer-Lytton, I barone Lytton | William Earle Bulwer        |                                      |  |  |       |  |  |                 |  |  |                  |  |
|                                         | Edward Bulwer-Lytton, I barone Lytton | Elizabeth Barbara Lytton    |                                      |  |  |       |  |  |                 |  |  |                  |  |
| Robert Bulwer-Lytton, I conte di Lytton | Edward Bulwer-Lytton, I barone Lytton |                             |                                      |  |  |       |  |  |                 |  |  |                  |  |
|                                         |                                       | Rosina Wheeler              | Francis Massy Wheeler                |  |  |       |  |  |                 |  |  |                  |  |
|                                         |                                       | Rosina Wheeler              | Francis Massy Wheeler                |  |  |       |  |  |                 |  |  |                  |  |
|                                         |                                       | Rosina Wheeler              | Anna Doyle                           |  |  |       |  |  |                 |  |  |                  |  |
| Emily Bulwer-Lytton                     |                                       | Rosina Wheeler              |                                      |  |  |       |  |  |                 |  |  |                  |  |
|                                         |                                       | Edward Ernest Villiers      | George Villiers                      |  |  |       |  |  |                 |  |  |                  |  |
|                                         |                                       | Edward Ernest Villiers      | George Villiers                      |  |  |       |  |  |                 |  |  |                  |  |
|                                         |                                       | Edward Ernest Villiers      | Theresa Parker                       |  |  |       |  |  |                 |  |  |                  |  |
| Edith Villiers                          |                                       | Edward Ernest Villiers      |                                      |  |  |       |  |  |                 |  |  |                  |  |
|                                         |                                       | Elizabeth Charlotte Liddell | Thomas Liddell, I barone Ravensworth |  |  |       |  |  |                 |  |  |                  |  |
|                                         |                                       | Elizabeth Charlotte Liddell | Thomas Liddell, I barone Ravensworth |  |  |       |  |  |                 |  |  |                  |  |
|                                         |                                       | Elizabeth Charlotte Liddell | Maria Susannah Simpson               |  |  |       |  |  |                 |  |  |                  |  |
|                                         |                                       | Elizabeth Charlotte Liddell |                                      |  |  |       |  |  |                 |  |  |                  |  |